# بی‌ام‌ام‌آی
بی‌ام‌ام‌آی (انگلیسی: BMMI) شرکت خرده‌فروشی و خدمات لجستیک بحرینی است، که در سال ۱۸۸۳ تأسیس شد.